# Campionato World Rugby Under-20 2019
Il campionato World Rugby Under-20 2019 (in inglese 2019 World Rugby Under 20 Championship; in spagnolo Campeonato Mundial de Rugby Juvenil 2019) fu la 12ª edizione del campionato mondiale giovanile di rugby a 15 organizzato da World Rugby.
Si tenne in Argentina in tre impianti situati nelle città di Rosario e Santa Fe tra il 4 e il 22 giugno 2019.

## Formula
La formula previde la disputa di tre gironi all'italiana di sola andata con classifica finale aggregata: di conseguenza il successivo seeding nella fase a playoff non dipende dalla posizione nel girone ma dai punti conquistati. Le quattro squadre meglio piazzate nel seeding disputeranno le finali per i posti dal primo al quarto, le quattro ultime per i posti dal nono al dodicesimo, posizione questa che comporta la retrocessione nel Trophy; le altre quattro disputeranno gli incontri per i posti dal quinto all'ottavo.

## Sedi[1]
| Città    | Stadio                          | Capienza |
| -------- | ------------------------------- | -------- |
| Rosario  | Ippodromo di Rosario            | 6000     |
| Rosario  | Old Resian Club                 | 3000     |
| Santa Fe | Club de Rugby Ateneo Inmaculada | 3500     |

## Squadre partecipanti
| Girone | Squadra       | Partecipazioni | Edizione precedente |
| ------ | ------------- | -------------- | ------------------- |
| A      | Francia       | 12             | 1                   |
| A      | Argentina     | 12             | 6                   |
| A      | Galles        | 12             | 7                   |
| A      | Figi          | 8              | -                   |
| B      | Inghilterra   | 12             | 2                   |
| B      | Australia     | 12             | 5                   |
| B      | Italia        | 9              | 8                   |
| B      | Irlanda       | 12             | 11                  |
| C      | Sudafrica     | 12             | 3                   |
| C      | Nuova Zelanda | 12             | 4                   |
| C      | Georgia       | 4              | 9                   |
| C      | Scozia        | 12             | 10                  |

## Fase a gironi

### Girone A
| Arbitro: | Ben Blain |

|                                                     |      |                                         |
| 10’ Minervino 43’ Isgro Alastra 59’ Mendy           | mt   | 27’ H. Morgan 64’ Conbeer               |
| 11’ Prisciantelli (1/2) 59’ De la Vega Mendia (1/1) | tr   | 65’ Evans (1/2)                         |
| 15’ Prisciantelli (1/2) 76’ De la Vega Mendia (1/1) | c.p. | 4’, 35’, 47’, 50’, 55’, 74’ Evans (6/6) |

| Arbitro: | Nika Amashukeli |

|                                             |      |                                 |
| 1’ Taofifenua 25’, 58’, 72’ Joseph 52’ Coly | mt   | 35’ Ramasibana 65’ Waqaninavatu |
| 2’, 53’, 59’, 74’ Smaili (4/5)              | tr   | 38’, 67’ Muntz (2/2)            |
| 14’ Smaili (1/1)                            | c.p. | 4’, 12’ Muntz (2/2)             |

| Arbitro: | Andrea Piardi |

| |    |                         |
| 8’ De la Vega Mendia 14’ Mendy 40’ Pedemonte 58’ Isgro Alastra 64’ Gurovich 67’ Gallo meta tecnica | mt | 43’ Waqa 70’ Loaloa     |
| 64’, 68’ De la Vega Mendia (2/6)                                                                   | tr | 44’, 71’ Kurovoli (2/2) |

| Arbitro: | Rasta Rasivhenge |

|                                                 |      |                 |
| 21’ Carbonel 46’ Pinto 64’ Lebel 80+1’ Delbouis | mt   | 4’, 72’ Lewis   |
| 22’, 65’, 80+2’ Carbonel (3/4)                  | tr   |                 |
| 13’, 54’ Carbonel (2/2)                         | c.p. | 24’ Evans (1/1) |

| Arbitro: | Pablo Deluca |

|                                                                  |      |                                                 |
| 4’ Reffell 12’ Buckland 36’ Lewis 54’ Lake 67’ Warren 71’ Davies | mt   | 8’ Ramasibana 17’ Soqonawasaloa 48’, 56’ Rasaku |
| 13’, 38’, 55’, 69’ Evans (4/6)                                   | tr   | 9’, 18’, 49’, 57’ Kuruvoli (4/4)                |
| 35’, 79’ Evans (2/2)                                             | c.p. |                                                 |

| Arbitro: | Christophe Ridley |

|                                                |      |                                                                         |
| 27’ Delord 43’ Joseph 52’ Taofifenua 75’ Lebel | mt   | 10’ Gallo 12’ Garcia 20’ Gonzalez Samso 40’ Dimcheff 69’ Castro Callado |
| 28’, 43’, 53’ Carbonel (3/4)                   | tr   | 11’, 13’, 22’, 40+1’ De la Vega Mendia (4/4) 70’ Roger Farias (1/1)     |
|                                                | c.p. | 2’, 24’, 48’ De la Vega Mendia (3/3) 61’ Roger Farias (1/1)             |

#### Classifica girone A
|  | Squadra   | G | V | N | P | P+  | P-  | P±  | MF | MS | BP | PT |
|  | --------- | - | - | - | - | --- | --- | --- | -- | -- | -- | -- |
|  | Argentina | 3 | 2 | 0 | 1 | 113 | 70  | +43 | 15 | 8  | 3  | 11 |
|  | Francia   | 3 | 2 | 0 | 1 | 94  | 80  | +14 | 13 | 9  | 3  | 11 |
|  | Galles    | 3 | 2 | 0 | 1 | 87  | 85  | +2  | 10 | 11 | 1  | 9  |
|  | Figi      | 3 | 0 | 0 | 3 | 62  | 121 | -59 | 8  | 18 | 1  | 1  |

### Girone B
| Arbitro: | Pablo Deluca |

|                                                    |      |                       |
| 6’ Harris 40’, 61’ Lonergan 56’ Reilly 65’ Lolesio | mt   | 75’ Taddia 79’ Trulla |
| 6’, 40+1’, 62’, 66’ Harrison (4/5)                 | tr   | 76’ Da Re (1/2)       |
| 17’ Harrison (1/1)                                 | c.p. |                       |

| Arbitro: | Damon Murphy |

|                                   |      |                                                              |
| 8’, 45’ Sleightholme 52’ Seabrook | mt   | 11’ Flannery 26’ Moore 50’, 59’ McCann 66’ Healy 74’ Hodnett |
| 9’ Vunipola (1/2)                 | tr   | 11’, 27’ Flannery (2/2) 51’, 60’, 67’, 75’ Healy (4/4)       |
| 2’, 25’, 42’ Vunipola (3/3)       | c.p. |                                                              |

| Arbitro: | Christophe Ridley |

|                                                                  |      |                                    |
| 23’ Tui 62’ Lucas 64’ Nawaqanitawase 66’, 78’ Frost 76’ Harrison | mt   | 35’ Casey 56’ Moore                |
| 25’, 63’, 65’, 67’, 77’, 79’ Harrison (6/6)                      | tr   | 36’ Flannery (1/1) 57’ Healy (1/1) |
| 4’ Harrison (1/3)                                                | c.p. | 54’ Flannery (1/1)                 |

| Arbitro: | James Doleman |

|                                   |      |                                  |
| 28’ Coles 55’ Willis 63’ Capstick | mt   | 43’ Lai 48’ Capuozzo 59’ Garbisi |
| 28’, 56’, 65’ Hodge (3/3)         | tr   | 60’ Garbisi (1/1)                |
| 73’ Hodge (1/1)                   | c.p. | 9’, 37’ Da Re (2/2)              |

| Arbitro: | Rasta Rasivhenge |

|                              |      |                                                      |
| 40+4’ Fusco 41’ meta tecnica | mt   | 6’ Milne 14’ Foley 32’ Allison 36’ Russell 54’ Baird |
| 40+5’ Garbisi (1/1)          | tr   | 7’, 15’, 33’, 37’, 56’ Healy (5/5)                   |
|                              | c.p. | 11’ Healy (1/1)                                      |

| Arbitro: | Craig Evans |

|                                                                                                |    |                                                           |
| 4’ Dingwall 8’ Sleightholme 20’, 22’ Hill 31’ De Glanville 38’ Hinkley 50’ Vunipola 62’ Willis | mt | 10’ Lolesio 15’ Lucas 53’ Harris 70’ McReight 77’ Tizzano |
| 5’, 9’, 20’, 23’, 32’, 39’, 51’, 63’ Hodge (8/8)                                               | tr | 11’, 54’ Harrison (2/3) 71’, 78’ Donaldson (2/2)          |

#### Classifica girone B
|  | Squadra     | G | V | N | P | P+  | P- | P±  | MF | MS | BP | PT |
|  | ----------- | - | - | - | - | --- | -- | --- | -- | -- | -- | -- |
|  | Australia   | 3 | 2 | 0 | 1 | 114 | 85 | +29 | 16 | 12 | 3  | 11 |
|  | Irlanda     | 3 | 2 | 0 | 1 | 97  | 85 | +12 | 13 | 11 | 2  | 10 |
|  | Inghilterra | 3 | 2 | 0 | 1 | 106 | 98 | +8  | 14 | 14 | 1  | 9  |
|  | Italia      | 3 | 0 | 0 | 3 | 49  | 98 | -49 | 7  | 13 | 1  | 1  |

### Girone C
| Arbitro: | Craig Evans |

|                                                                     |      |                                          |
| 17’ Horn 36’, 49’ Hendrikse 67’ Van der Mescht 69’ Nohamba 79’ Dube | mt   | 15’ Walker 39’ meta tecnica 62’ Anderson |
| 18’, 36’, 67’ Hendrikse (3/4) 70’, 80’ Nohamba (2/2)                | tr   | 63’ Thompson (1/2)                       |
| 9’ Hendrikse (1/3)                                                  | c.p. |                                          |

| Arbitro: | Andrea Piardi |

|                                                                                  |      |                           |
| 13’ Plumtree 16’ Herbert 35’ McLeod 52’ Fainga'anuku 61’ Tupaea 71’ Dyer 79’ Mua | mt   | 43’ Jincharadze           |
| 14’, 36’, 62’, 71’, 80’ Reihana (5/7)                                            | tr   | 44’ Abzhandadze (1/1)     |
|                                                                                  | c.p. | 6’, 26’ Abzhandadze (2/2) |

| Arbitro: | Ben Blain |

|                                                                                                 |      |                                    |
| 9’, 62’ Richardson 35’ Ntlabakanye 39’ Mbatha 47’ Pretorius 57’ Abrahams 76’ Davids 78’ Coetzer | mt   | 25’, 53’ Lashkhi 80’ Tchitchinadze |
| 10’, 36’, 39’ Hendrikse (3/3) 63’ Nohamba (1/3)                                                 | tr   | 80’ Abzhandadze (1/3)              |
|                                                                                                 | c.p. | 42’ Abzhandadze (1/2)              |

| Arbitro: | Nika Amashukeli |

|                                                                                             |    |                                                    |
| 6’ Uluilakepa 12’ Gregory 23’, 52’ Lalomilo 26’ Tupaea 58’ Williams 61’ Norris 80’ Plumtree | mt | 28’ McCallum 32’, 43’ Smith 65’ Ashman 70’ Blain   |
| 7’, 13’, 24’, 58’, 62’, 80+1’ Burke (6/8)                                                   | tr | 33’, 45’ Chamberlain (2/3) 66’, 70’ Thompson (2/2) |

| Arbitro: | James Doleman |

|                              |      |                   |
| 56’ Abzhandadze 73’ Nioradze | mt   | 4’, 52’ Ashman    |
| 57’, 75’ Abzhandadze (2/2)   | tr   | 5’ Thompson (1/2) |
| 46’ Abzhandadze (1/1)        | c.p. |                   |

| Arbitro: | Damon Murphy |

|                                                      |      |                               |
| 7’ Isaacs 18’ Van der Mescht                         | mt   | 44’ meta tecnica 74’ Lalomilo |
|                                                      | tr   | 75’ Burke (1/1)               |
| 13’, 38’, 40’ Hendrikse (3/3) 71’, 78’ Nohamba (2/2) | c.p. | 34’ Burke (1/1)               |

#### Classifica girone C
|  | Squadra       | G | V | N | P | P+  | P-  | P±  | MF | MS | BP | PT |
|  | ------------- | - | - | - | - | --- | --- | --- | -- | -- | -- | -- |
|  | Sudafrica     | 3 | 3 | 0 | 0 | 116 | 56  | +60 | 16 | 8  | 2  | 14 |
|  | Nuova Zelanda | 3 | 2 | 0 | 1 | 114 | 71  | +43 | 17 | 8  | 2  | 10 |
|  | Georgia       | 3 | 1 | 0 | 2 | 50  | 105 | -55 | 6  | 17 | 0  | 4  |
|  | Scozia        | 3 | 0 | 0 | 3 | 64  | 112 | -48 | 10 | 16 | 2  | 2  |

### Classifica aggregata e seeding
| Pos | Pos gruppo | Squadra       | G | V | N | P | P+  | P-  | P±  | MF | MS | BP | PT |
| --- | ---------- | ------------- | - | - | - | - | --- | --- | --- | -- | -- | -- | -- |
| 1   | C1         | Sudafrica     | 3 | 3 | 0 | 0 | 116 | 56  | +60 | 16 | 8  | 2  | 14 |
| 2   | A1         | Argentina     | 3 | 2 | 0 | 1 | 113 | 70  | +43 | 15 | 8  | 3  | 11 |
| 3   | B1         | Australia     | 3 | 2 | 0 | 1 | 114 | 85  | +29 | 16 | 12 | 3  | 11 |
| 4   | A2         | Francia       | 3 | 2 | 0 | 1 | 94  | 80  | +14 | 13 | 9  | 3  | 11 |
| 5   | C2         | Nuova Zelanda | 3 | 2 | 0 | 1 | 114 | 71  | +43 | 17 | 8  | 2  | 10 |
| 6   | B2         | Irlanda       | 3 | 2 | 0 | 1 | 97  | 85  | +12 | 13 | 11 | 2  | 10 |
| 7   | B3         | Inghilterra   | 3 | 2 | 0 | 1 | 106 | 98  | +8  | 14 | 14 | 1  | 9  |
| 8   | A3         | Galles        | 3 | 2 | 0 | 1 | 87  | 85  | +2  | 10 | 11 | 1  | 9  |
| 9   | C3         | Georgia       | 3 | 1 | 0 | 2 | 50  | 105 | -55 | 6  | 17 | 0  | 4  |
| 10  | C4         | Scozia        | 3 | 0 | 0 | 3 | 64  | 112 | -48 | 10 | 16 | 2  | 2  |
| 11  | B4         | Italia        | 3 | 0 | 0 | 3 | 49  | 98  | -49 | 7  | 13 | 1  | 1  |
| 12  | A4         | Figi          | 3 | 0 | 0 | 3 | 62  | 121 | -59 | 8  | 18 | 1  | 1  |

## Fase aplay-off

### 9º-12º posto
|  | Semifinali | Semifinali | Semifinali |         |        | Finale 9º posto  | Finale 9º posto  | Finale 9º posto  |  |
|  |            |            |            |         |        |                  |                  |                  |  |
|  | Scozia     | Scozia     | 19         |         |        |                  |                  |                  |  |
|  | Scozia     | Scozia     | 19         |         |        |                  |                  |                  |  |
|  | Italia     | Italia     | 26         |         |        |                  |                  |                  |  |
|  | Italia     | Italia     | 26         |         | Italia | Italia           | 29               |                  |  |
|  |            |            |            |         | Italia | Italia           | 29               |                  |  |
|  |            |            | Georgia    | Georgia | 17     |                  |                  |                  |  |
|  | Georgia    | Georgia    | Georgia    | Georgia | 17     | 12               |                  |                  |  |
|  | Georgia    | Georgia    |            |         |        | 12               |                  |                  |  |
|  | Figi       | Figi       | 8          |         |        | Finale 11º posto | Finale 11º posto | Finale 11º posto |  |
|  | Figi       | Figi       | 8          |         |        |                  |                  |                  |  |
|  |            |            |            |         |        |                  |                  |                  |  |
|  |            |            |            |         |        | Scozia           | Scozia           | 34               |  |
|  |            |            |            |         |        | Scozia           | Scozia           | 34               |  |
|  |            |            |            |         |        | Figi             | Figi             | 59               |  |

#### Semifinali
| Arbitro: | Damon Murphy |

|                           |    |                                                 |
| 16’, 77’ Ashman 79’ Blain | mt | 25’ Trulla 34’ Mastandrea 39’ Mazza 61’ Garbisi |
| 18’, 78’ Thompson (2/3)   | tr | 25’, 35’, 62’ Garbisi (3/4)                     |

| Arbitro: | Rasta Rasivhenge |

|                                |      |                 |
| 61’ Iashagashvili 80’ Karkadze | mt   | 8’ Momo         |
| 62’ Abzhandadze (1/2)          | tr   |                 |
|                                | c.p. | 53’ Muntz (1/1) |

#### Finale per l'11º posto
| Arbitro: | Craig Evans |

|                                             |      | |
| 11’, 62’ Blain 29’ Davidson 46’, 67’ Ashman | mt   | 4’ Ratumaitavuki-Kneepkens 18’ Tuqovu 32’, 50’ Waqaninavatu 37’ Rasaku 39’ Natoga 75’ Qaranivalu 77’ Droasese |
| 29’, 47’, 68’ Thompson (3/5)                | tr   | 5’, 19’, 33’, 39’, 40+1’, 51’, 76’, 78’ Muntz (8/8)                                                           |
| 7’ Thompson (1/1)                           | c.p. | 23’ Muntz (1/2)                                                                                               |

#### Finale per il 9º posto
| Arbitro: | Pablo Deluca |

|                                            |      |                            |
| 11’ Drudi 59’ Mori 65’ Trulla 77’ Capuozzo | mt   | 48’ Tapladze 52’ Alania    |
| 13’, 60’, 65’ Garbisi (3/4)                | tr   | 48’, 53’ Abzhandadze (2/2) |
| 68’ Garbisi (1/3)                          | c.p. | 40+1’ Abzhandadze (1/1)    |

### 5º-8º posto
|  | Semifinali    | Semifinali    | Semifinali |        |             | Finale 5º posto | Finale 5º posto | Finale 5º posto |  |
|  |               |               |            |        |             |                 |                 |                 |  |
|  | Nuova Zelanda | Nuova Zelanda | 7          |        |             |                 |                 |                 |  |
|  | Nuova Zelanda | Nuova Zelanda | 7          |        |             |                 |                 |                 |  |
|  | Galles        | Galles        | 8          |        |             |                 |                 |                 |  |
|  | Galles        | Galles        | 8          |        | Inghilterra | Inghilterra     | 45              |                 |  |
|  |               |               |            |        | Inghilterra | Inghilterra     | 45              |                 |  |
|  |               |               | Galles     | Galles | 26          |                 |                 |                 |  |
|  | Irlanda       | Irlanda       | Galles     | Galles | 26          | 23              |                 |                 |  |
|  | Irlanda       | Irlanda       |            |        |             | 23              |                 |                 |  |
|  | Inghilterra   | Inghilterra   | 30         |        |             | Finale 7º posto | Finale 7º posto | Finale 7º posto |  |
|  | Inghilterra   | Inghilterra   | 30         |        |             |                 |                 |                 |  |
|  |               |               |            |        |             |                 |                 |                 |  |
|  |               |               |            |        |             | Irlanda         | Irlanda         | 17              |  |
|  |               |               |            |        |             | Irlanda         | Irlanda         | 17              |  |
|  |               |               |            |        |             | Nuova Zelanda   | Nuova Zelanda   | 40              |  |

#### Semifinali
| Arbitro: | Christophe Ridley |

|                 |      |                    |
| 69’ Va'ai       | mt   | 17’ Thomas-Wheeler |
| 70’ Burke (1/1) | tr   |                    |
|                 | c.p. | 78’ Evans (1/4)    |

| Arbitro: | Ben Blain |

|                           |      |                                  |
| 69’ Wren 71’ Deeny        | mt   | 35’ Hodge 54’ Maunder 80’ Willis |
| 70’, 72’ Healy (2/2)      | tr   | 36’, 55’, 80+1’ Hodge (3/3)      |
| 10’, 20’, 44’ Healy (3/4) | c.p. | 17’, 33’, 46’ Hodge (3/3)        |

#### Finale per il 7º posto
| Arbitro: | Andrea Piardi |

|                                            |    |                                                                        |
| 38’ Wycherley 42’ Tierney-Martin 49’ Baird | mt | 5’, 12’ Nanai-Seturo 8’ Norris 20’ Fainga'anuku 65’ Williams 71’ Klein |
| 42’ Flannery (1/3)                         | tr | 6’, 9’, 21’, 66’, 71’ Reihana (5/6)                                    |

#### Finale per il 5º posto
| Arbitro: | Nika Amashukeli |

|                                                                     |      |                                            |
| 5’ Hodge 10’ Capon 13’ meta tecnica 39’ Heyes 50’ Dingwall 73’ Hill | mt   | 42’ J. Morgan 49’ Lake 58’ Scragg 79’ Dyer |
| 6’, 12’, 40’, 51’, 75’ Hodge (5/5)                                  | tr   | 43’, 50’, 59’ Evans (3/4)                  |
| 68’ Hodge (1/1)                                                     | c.p. |                                            |

### 1º-4º posto
|  | Semifinali | Semifinali | Semifinali |         |           | Finale          | Finale          | Finale          |  |
|  |            |            |            |         |           |                 |                 |                 |  |
|  | Argentina  | Argentina  | 13         |         |           |                 |                 |                 |  |
|  | Argentina  | Argentina  | 13         |         |           |                 |                 |                 |  |
|  | Australia  | Australia  | 34         |         |           |                 |                 |                 |  |
|  | Australia  | Australia  | 34         |         | Australia | Australia       | 23              |                 |  |
|  |            |            |            |         | Australia | Australia       | 23              |                 |  |
|  |            |            | Francia    | Francia | 24        |                 |                 |                 |  |
|  | Sudafrica  | Sudafrica  | Francia    | Francia | 24        | 7               |                 |                 |  |
|  | Sudafrica  | Sudafrica  |            |         |           | 7               |                 |                 |  |
|  | Francia    | Francia    | 20         |         |           | Finale 3º posto | Finale 3º posto | Finale 3º posto |  |
|  | Francia    | Francia    | 20         |         |           |                 |                 |                 |  |
|  |            |            |            |         |           |                 |                 |                 |  |
|  |            |            |            |         |           | Argentina       | Argentina       | 16              |  |
|  |            |            |            |         |           | Argentina       | Argentina       | 16              |  |
|  |            |            |            |         |           | Sudafrica       | Sudafrica       | 41              |  |

#### Semifinali
| Arbitro: | James Doleman |

|                                  |      |                                                    |
| 40+2’ meta tecnica               | mt   | 21’ Wilson 36’ McDonald 44’ Lonergan 54’ Donaldson |
|                                  | tr   | 23’, 38’, 45’, 55’ Donaldson (4/4)                 |
| 19’, 28’ De la Vega Mendia (2/2) | c.p. | 11’, 76’ Donaldson (2/3)                           |

| Arbitro: | Craig Evans |

|                     |      |                                      |
| 39’ Mbatha          | mt   | 19’ Joseph                           |
| 40’ Hendrikse (1/1) | tr   |                                      |
|                     | c.p. | 4’, 7’, 29’, 59’, 69’ Carbonel (5/6) |

#### Finale per il 3º posto
| Arbitro: | Damon Murphy |

|                                                    |      |                                                               |
| 40’ De la Vega Mendia 44’ Carreras                 | mt   | 2’ Nohamba 28’, 62’ Abrahams 71’ Van der Mescht 78’ Pretorius |
|                                                    | tr   | 3’, 29’, 63’, 71’ Nohamba (4/4) 78’ Hendrikse (1/1)           |
| 18’ De la Vega Mendia (1/3) 57’ Roger Farias (1/2) | c.p. | 26’ Nohamba (1/1)                                             |
|                                                    | drop | 66’ Coetzer                                                   |

### Finale
| Arbitro: | James Doleman |

|                                           |      |                                   |
| 0’ Nawaqanitawase 21’ Lonergan 47’ Wilson | mt   | 6’ Lachaud 34’ Burin              |
| 48’ Harrison (1/3)                        | tr   | 7’ Carbonel (1/2)                 |
| 20’, 58’ Harrison (2/3)                   | c.p. | 17’, 38’, 56’, 65’ Carbonel (4/4) |